# فرانچسکو گونزالس (تنیس‌باز)
 فرانچسکو گونزالس (انگلیسی: Francisco González؛ زاده ۱۹ نوامبر ۱۹۵۵) یک تنیس‌باز اهل پاراگوئه است. 